# Dystrykt Cayo
Dystrykt Cayo – dystrykt w zachodnio-centralnej części Belize, ze stolicą w San Ignacio.
W dystrykcie znajduje się stolica kraju Belmopan oraz inne miejscowości: Benque Viejo, San Antonio, Valley of Peace, oraz Spanish Lookout.

## Okręgi wyborcze
W dystrykcie znajduje się sześć okręgów wyborczych: Belmopan, Cayo Central, Cayo North, Cayo North East, Cayo South i Cayo West.